# Axarus rogersi
Axarus rogersi är en tvåvingeart som först beskrevs av Beck 1958.  Axarus rogersi ingår i släktet Axarus och familjen fjädermyggor. Inga underarter finns listade i Catalogue of Life.